# Kościół Świętych Apostołów Piotra i Pawła w Sycowie
Kościół Świętych Apostołów Piotra i Pawła – rzymskokatolicki kościół parafialny należący do dekanatu Syców diecezji kaliskiej. 

## Historia
Pierwotna świątynia została wybudowana w XIII wieku. Obecny kościół został wzniesiony w XV wieku i konsekrowano go w 1506 roku. Kościół jest murowany, orientowany, zbudowany z cegły. Świątynia posiada trzy nawy, jest kościołem halowym z zakończonym wielobocznie prostokątnym prezbiterium. Do wyposażenia kościoła należy kilka płyt nagrobnych pochodzących z XVI wieku, a także dwa ołtarze (główny barokowy, i z Pietą) dłuta Brunona Tschötschela. W południowym transepcie późnogotyckie sakramentarium, w północnym – gotycki krucyfiks, na ścianie zakrystii późnogotycki nagrobek Elżbiety Haugwitz z ok. 1502. Zworniki, wsporniki i drzwi do zakrystii z XV/XVI w. Późnorenesansowa chrzcielnica oraz w kaplicy nagrobek Naja Malzana, barokowa ambona. W 1905 roku świątynia została gruntownie przebudowana.

## Organy
Organy wybudował w 1907 r. Józef Bach pod firmą Albert Spiegel według dyspozycji prof. Emila Bohna. Przy jego budowie wykorzystano część piszczałek z poprzednich organów, zbudowanych w 1840 roku przez Moritza Müllera z Wrocławia. Po wojnie instrument był remontowany przez nieznanego organmistrza. Podczas jednego z remontu we wnętrzu szafy organowej umieszczono dodatkowy nieduży miech pływakowy i wymieniono niektóre głosy. We wrześniu 2022 roku zakończyła się renowacja organów. 
Dyspozycja instrumentu:
| Manuał I          | Manuał II             | Pedał                |
| ----------------- | --------------------- | -------------------- |
| 1. Trompete 8'    | 1. Scharff 3 f. *     | 1. Rauschpfeife 2' * |
| 2. Mixtur 3-4 f.  | 2. Quinta 1 1/3' *    | 2. Subbass 16'       |
| 3. Principal 16'  | 3. Gedackt 8'         | 3. Violonbass 16'    |
| 4. Octave 4'      | 4. Salicional 8'      | 4. Bassflöte 8'      |
| 5. Spitzflöte 4'  | 5. Geigenprincipal 8' | 5. Violoncello 8'    |
| 6. Principal 8'   | 6. Fl. travers 4'     | 6. Posaune 16'       |
| 7. Gambe 8'       | 7. Prestant 4'        | 7. Choralbass 4' *   |
| 8. Doppelflöte 8' | 8. Sifflöte 1' *      |                      |
| 9. Gemshorn 16'   | 9. Octave 2'          |                      |
|                   | 10. Oboe 8' *         |                      |